# Ostrów (powiat lubliniecki)
Ostrów (niem. Ostrow) – wieś w Polsce położona w województwie śląskim, w powiecie lublinieckim, w gminie Kochanowice.
W latach 1975–1998 miejscowość administracyjnie należała do województwa częstochowskiego.
Miejscowość znajduje się na obszarze Parku Krajobrazowy Lasy nad Górną Liswartą.